# Sclerocormus
Sclerocormus es un género extinto de ictiosauriforme de inicios del período Triásico. Sus fósiles fueron descubiertos en la zona oeste de la provincia de Hubei, en China. Es conocido a partir de un único espécimen, sin embargo este fósil está completo en su mayor parte y gracias a esto incrementa el entendimiento de la evolución inicial de los ictiosauromorfos.

## Etimología
El nombre binomial completo, Sclerocormus parviceps, proviene de las palabras griegas para "tronco rígido" (σκληρός, skleros y σκληρός, kormos) y los términos en latín para "cabeza pequeña" (parvus y caput).

## Descripción
Sclerocormus es mucho más grande que su pariente más cercano, Cartorhynchus, con una longitud corporal total de cerca de 1.6 metros. Sus proporciones eran inusuales entre los ictiosauriformes basales, al tener un tronco corto y de constitución pesada, una cola muy larga de cerca de 92 centímetros de largo (el 58% de la longitud corporal total), y un cráneo pequeño con un hocico corto y estrecho con mandíbulas desdentadas.
Al igual que en Cartorhynchus, el cráneo de Sclerocormus es ancho, con el hocico mucho más estrecho que la bóveda craneana. El cráneo es sorprendentemente corto al abarcar apenas el 6.25% de su longitud corporal, comparado con el 12% en Chaohusaurus y el 15% en Hupehsuchus. Otro rasgo inusual lo constituyen los huesos nasales de Sclerocormus que se extienden hasta la punta del hocico, un rasgo que comparte con Cartorhynchus. El hocico apenas comprende el 30% de la longitud total del cráneo. En contraste, las órbitas oculares son muy grandes, ocupando cerca de un tercio de la longitud craneana. Las fenestras temporales superiores también son grandes, lo que posiblemente indica que tenía una fuerte mordida a pesar de su carencia de dientes.
El tronco es corto y de constitución robusta, con costillas anchas y aplanadas. La caja torácica es más alta hacia los hombros y gradualmente se vuelve más baja, formando una pendiente suave y constante, similar a la de Cartorhynchus, lo cual contrasta con el vientre más redondeado visto en otros ictiosauromorfos. Una extensa gastralia corre a lo largo del vientre en dos series paralelas a cada lado. En particular, la serie interna está compuesta de piezas de hueso triangulares aplanadas que se solapan entre sí, una condición semejante a la de los hupehsuquios. Las vértebras cervicales y dorsales llevan altas espinas neurales que se expanden tanto que dejan poco espacio entre cada espina. Nuevamente esto es parecido a lo que se observa en los Hupehsuchia, pero es diferente a las espinas inclinadas posteriormente y bien espaciadas de los ictiopterigios basales. En contraste, las espinas neurales caudales son más bajas que anchas y tienen puntas redondeadas. La cola en sí era muy larga y delgada, compuesta de al menos 67 vértebras caudales, y no parece haber tenido una aleta. Los arcos hemales poseen una morfología única, en las que solo el noveno par y en adelante se fusionan distalmente, sin embargo a diferencia de otros diápsidos ellos tiene un cráneo en forma de V o Y en vista craneal, pero en forma de U. Pequeños osículos fueron reportados de la región cervicales, midiendo entre 2-5 mm, y es curioso como recuerdan a los osículos de la pelvis de los saurosfárgidos. No se ha recuperado osículos presentes en las espinas neurales, a diferencia de los hupehsuquios.

## Paleoecología
Debido a su constitución pesada y su forma corporal, es probable que Sclerocormus habitara aguas poco profundas, como ocurre con Cartorhynchus, y sería probablemente un nadador lento. El hocico estrecho y desdentado indica que Sclerocormus posiblemente se alimentaba por medio de la succión, usando su hocico para generar concentración de presión como una jeringa, que terminaba por succionar a las presas de cuerpo blando. Considerando el pequeño tamaño de las mandíbulas y de la cabeza en relación con el cuerpo, Sclerocormus debió haberse limitado a devorar presas mucho menores que él mismo.

## Clasificación
En el análisis filogenético realizado por Jiang et al. 2016, se encontró que Sclerocormus era un ictiosauriforme basal y el taxón hermano de Cartorhynchus. Jiang et al. erigieron el nuevo clado Nasorostra ("nariz pico") para estos dos géneros, que en sí mismo es un taxón hermano de Ichthyopterygia. Como en otros análisis, Ichthyosauriformes y Hupehsuchia son reconocidos como clados hermanos en Ichthyosauromorpha.
Ya que el espécimen holotipo de Cartorhynchus es potencialmente un individuo aún no completamente desarrollado, sería posible que Sclerocormus simplemente representara a un Cartorhynchus grande o maduro. Sin embargo, se estableció que ese no es el caso, ya que hay diferencias anatómicas significativas entre ambos géneros, incluyendo números diferentes de vértebras presacrales y la forma de la gastralia, que pueden distinguir a ambos taxones.
El siguiente cladograma representa una forma simplificada de la filogenia dada por Jiang et al. 2016:
| Nasorostra | \| \| Cartorhynchus \| \| \| \| \| \| Sclerocormus \| \| \| \| |
|            | \| \| Cartorhynchus \| \| \| \| \| \| Sclerocormus \| \| \| \| |
|            | Ichthyopterygia                                                |
|            |                                                                |
|            | Cartorhynchus                                                  |
|            |                                                                |
|            | Sclerocormus                                                   |
|            |                                                                |

|  | Cartorhynchus |
|  |               |
|  | Sclerocormus  |
|  |               |

| Nasorostra | \| \| Cartorhynchus \| \| \| \| \| \| Sclerocormus \| \| \| \| |
|            | \| \| Cartorhynchus \| \| \| \| \| \| Sclerocormus \| \| \| \| |
|            | Ichthyopterygia                                                |
|            |                                                                |
|            | Cartorhynchus                                                  |
|            |                                                                |
|            | Sclerocormus                                                   |
|            |                                                                |

|  | Cartorhynchus |
|  |               |
|  | Sclerocormus  |
|  |               |